# 呉甌
呉 甌（ご おう、1899年 – 没年不詳）は、中華民国の官僚。字は伊賢。初期は天津市政府などで、後には中華民国臨時政府、南京国民政府（汪兆銘政権）華北政務委員会で各職を歴任した。夏粛初・李元暉らと共に、王揖唐の側近と目される人物である。

## 事績
北京大学で文学士を取得。天津市政府秘書長兼社会局局長、軍事委員会北平分会検察処長、北平市政府総務処処長を歴任した。なお、天津市政府に赴任していた間には、呉甌は同市の各種産業調査報告につき「主編」（責任編集）を担当している。呉が刊行した各種調査報告は、後年における天津市の民国期都市社会学研究で重要文献となった。
中華民国臨時政府にも呉甌は参与し、1938年（民国27年）6月25日に行政部副局長に任命され、9月28日には新設された内政部（総長：王揖唐）の参事に転任した。翌1939年（民国28年）6月10日、呉甌は河南省政府公署民政庁庁長署理に起用され、新任の河南省長代理（兼豫北道尹署理）・陳静斎を補佐した。8月9日に陳が省長署理専任になると、同日に呉は内政部へ呼び戻され秘書長に抜擢されている。当時の内政部では次長が空席だったため、秘書長が内政部のナンバー2であった。1940年（民国29年）2月24日、高等文官考試試務処処長を兼任している。
1940年3月30日、南京国民政府（汪兆銘政権）が成立し、臨時政府が華北政務委員会に改組され、内政部も内務総署に改組された。王揖唐は考試院長として南京に移り、華北政務委員会委員長の王克敏が内務総署督弁を兼任することになる。5月4日、華北に残留した呉甌は内務総署秘書長代理に横滑りで任命された。ところが同日、江紹杰が内務総署署長代理として新たに抜擢され、呉は江の下位に回された。
1940年6月6日、王克敏が汪兆銘（汪精衛）らとの対立の末に委員長兼内務総署督弁等を辞職し、王揖唐が北京に戻って王克敏の地位を引き継いだ。王揖唐は江紹杰を意中の内務総署署長とみなしていなかったため、同年8月31日に江を辞職させ、行政委員会顧問に移す。同日、呉甌が内務総署秘書長代理のまま署長代理を兼任し、9月30日、署長代理の専任となった。1943年（民国32年）2月、王揖唐が華北政務委員会委員長などを退任したため、同月11日、呉も併せて辞職した（後任は孫潤宇）。しかし翌月の3月3日、呉は華北郵政総局局長代理に任命されている。
日本敗戦後、呉甌は漢奸指名を受けたため、変名を使い逃亡する。その一方で、親交があった中国国民党中央部秘書長・呉鉄城に仲介を依頼した。呉甌の才能を惜しむ呉鉄城が軍事委員会委員長北平行営主任・李宗仁に書簡を送ったところ、李も受け入れて呉甌は赦免された。
以後、呉甌の行方は不詳である。

## 著書
- 『聯治論』（1923年7月。出版地：遼陽）
- 『農業調査報告』（主編。天津市社会局発行。1931年）
- 『紡績業調査報告』（主編。天津市社会局発行。1931年）
- 『火柴業調査報告』（主編。天津市社会局発行。1931年）
- 『面粉業調査報告』（主編。天津市社会局発行。1932年）